# Sara Casasnovas
Pour les articles homonymes, voir Casasnovas.
Sara Casasnovas Pumar, née à Ourense, en Galice, le 3 mai 1984, est une actrice et cinéaste espagnole.
En 2025, elle est à l'affiche du film Romeria, de Carla Simón, en sélection officielle de la 78e édition du Festival de Cannes.

## Biographie
Sara Casasnovas commence sa carrière en participant à plusieurs séries et pièces de théâtre en Galice.
Elle se fait connaître au niveau international grâce à son rôle dans la troisième saison de la série télévisée Amar en tiempos revueltos, évoquant la guerre d'Espagne, diffusée sur TVE. Elle interprète le rôle d'Alicia Peña.
En 2006 et 2007, elle fait partie de la distribution de la série SMS, des rêves plein la tête (SMS, sin miedo a soñar), série télévisée de Daniel Écija et de Carmen Ortiz, diffusée sur la chaîne La Sexta.
En 2019, elle joue dans Elisa et Marcela, drame, romance et biopic espagnol réalisé par Isabel Coixet.
Elle est également au casiting du thriller d'Antena 3 Sin identidad, programme produit par Diagonal TV en 2014 et 2015.
En 2025, elle joue dans le film Romería de la cinéaste catalane Carla Simón, sélectionné au Festival de Cannes.